# The Honeymoon Song
"The Honeymoon Song" is een nummer van de Italiaanse zanger Marino Marini. Het nummer is afkomstig uit de Brits-Spaanse film Luna de miel uit 1959. Dat jaar verscheen het ook als single.

## Achtergrond
"The Honeymoon Song" is geschreven door Mikis Theodorakis met een tekst van William Sansom. Het nummer, met Engelse tekst, is geschreven voor de film Luna de miel, geregisseerd door Michael Powell, en is te horen in de eerste minuten van de film. Het nummer wordt in feite uitgevoerd door "Marino Marini e il suo quartetto" (Marino Marini en zijn kwartet). Het nummer verscheen in 1959 als single, met "Pimpollo" op de B-kant.
"The Honeymoon Song" is gecoverd door The Beatles. Zij speelden het op 16 juli 1963 voor het BBC-radioprogramma Pop Go The Beatles. Deze versie werd op 6 augustus uitgezonden. In 1994 verscheen deze opname op het compilatiealbum Live at the BBC. Het nummer is ook gecoverd door Mary Hopkin in 1969 - haar versie werd geproduceerd door Beatle Paul McCartney - en Petula Clark, die het in 1960 in het Frans opnam onder de titel "Lune de miel".